# Wahlbezirk Österreich unter der Enns 26
Der Wahlbezirk Österreich unter der Enns 26 war ein Wahlkreis für die Wahlen zum Abgeordnetenhaus im österreichischen Kronland Österreich unter der Enns. Der Wahlbezirk wurde 1907 mit der Einführung der Reichsratswahlordnung geschaffen und bestand bis zum Zusammenbruch der Habsburgermonarchie.

## Geschichte
Nachdem der Reichsrat im Herbst 1906 das allgemeine, gleiche, geheime und direkte Männerwahlrecht beschlossen hatte, wurde mit 26. Jänner 1907 die große Wahlrechtsreform durch Sanktionierung von Kaiser Franz Joseph I. gültig. Mit der neuen Reichsratswahlordnung schuf man insgesamt 516 Wahlbezirke, wobei mit Ausnahme Galiziens in jedem Wahlbezirk ein Abgeordneter im Zuge der Reichsratswahl gewählt wurde. Der Abgeordnete musste sich dabei im ersten Wahlgang oder in einer Stichwahl mit absoluter Mehrheit durchsetzen. Der Wahlkreis Österreich unter der Enns 26 umfasste den südlichen Teil des 16. Wiener Gemeindebezirks Ottakring, d. h. Ottakring südlich der Linie Thaliastraße. Galitzinstraße, Vogeltenngasse und Haydlergasse.
Aus der Reichsratswahl 1907 ging im ersten Wahlgang der Sozialdemokrat Franz Schuhmeier als Sieger hervor. Bei der Reichsratswahl 1911 konnte sich Schuhmeier erneut im ersten Wahlgang durchsetzen, nahm jedoch das Mandat im Wahlbezirk 6 wo, wo er ebenfalls siegte. Bei den folgenden Ersatzwahlen konnte sich schließlich der Sozialdemokrat Albert Sever durchsetzen.

## Wahlergebnisse

### Reichsratswahl 1907
Die Reichsratswahl 1907 wurde am 14. Mai 1907 (erster Wahlgang) durchgeführt. Die Stichwahl entfiel auf Grund der absoluten Mehrheit von Franz Schuhmeier im ersten Wahlgang.
| Kandidat                                                                       | Partei                             | Wahlkreis- stimmen | Stimmen- anteil |
| ------------------------------------------------------------------------------ | ---------------------------------- | ------------------ | --------------- |
| Franz Schuhmeier                                                               | Sozialdemokratische Arbeiterpartei | 9027               | 66,0 %          |
| Karl Haberreiter                                                               | Christlichsoziale Partei           | 4338               | 31,7 %          |
|                                                                                | tschechischer Kandidat             | 146                | 1,1 %           |
| Sonstige                                                                       |                                    | 174                | 1,3 %           |
| Wahlberechtigte: 15.620, Ungültige/Leere Stimmen: 348, Wahlbeteiligung: 89,8 % |                                    |                    |                 |

### Reichsratswahl 1911
Die Reichsratswahl 1911 wurde am 13. Juni 1911 (erster Wahlgang) durchgeführt. Die Stichwahl entfiel auf Grund der absoluten Mehrheit von Franz Schuhmeier im ersten Wahlgang.
| Kandidat                                                                        | Partei                             | Wahlkreis- stimmen | Stimmen- anteil |
| ------------------------------------------------------------------------------- | ---------------------------------- | ------------------ | --------------- |
| Franz Schuhmeier                                                                | Sozialdemokratische Arbeiterpartei | 9567               | 71,7 %          |
| Josef Heigl                                                                     | Christlichsoziale Partei           | 2999               | 22,5 %          |
| Ladislaus Tvaruzek                                                              | tschechisch-nationaler Kandidat    | 247                | 1,9 %           |
| Oskar Benesch                                                                   | deutsch-nationale Kandidaten       | 169                | 1,3 %           |
| Alexander von Dorn                                                              | deutsch-freiheitliche Kandidaten   | 100                | 0,7 %           |
|                                                                                 | Sozialdemokratischer Kandidat      | 49                 | 0,4 %           |
| Sonstige                                                                        |                                    | 209                | 1,6 %           |
| Wahlberechtigte: 16.009, Ungültige/Leere Stimmen: 1235, Wahlbeteiligung: 91,0 % |                                    |                    |                 |

### Reichsratsersatzwahl 1911
Die Reichsratsersatzwahl wurde am 3. Oktober 1911 (erster Wahlgang) durchgeführt. Die Stichwahl entfiel auf Grund der absoluten Mehrheit von Albert Sever im ersten Wahlgang.
| Kandidat                                                                        | Partei                             | Wahlkreis- stimmen | Stimmen- anteil |
| ------------------------------------------------------------------------------- | ---------------------------------- | ------------------ | --------------- |
| Albert Sever                                                                    | Sozialdemokratische Arbeiterpartei | 9893               | 81,5 %          |
| Josef Heigl                                                                     | Christlichsoziale Partei           | 2132               | 17,5 %          |
| Sonstige                                                                        |                                    | 134                | 1,1 %           |
| Wahlberechtigte: 16.009, Ungültige/Leere Stimmen: 1984, Wahlbeteiligung: 88,3 % |                                    |                    |                 |